# Cladosporium orchidis
Cladosporium orchidis är en svampart som beskrevs av E.A. Ellis & M.B. Ellis 1972. Cladosporium orchidis ingår i släktet Cladosporium och familjen Davidiellaceae.   Inga underarter finns listade i Catalogue of Life.